# Orthopodomyia joyoni
Orthopodomyia joyoni är en tvåvingeart som beskrevs av Jacques Brunhes 1977. Orthopodomyia joyoni ingår i släktet Orthopodomyia och familjen stickmyggor. Inga underarter finns listade i Catalogue of Life.